# 垂枝桦
垂枝桦（学名：Betula pendula），也称欧洲银桦、疣枝桦、疣皮桦、阿尔泰桦等，为桦木科桦木属的植物。分布于欧洲、西西伯利亚以及中国大陆的新疆等地，生长于海拔500米至2,000米的地区，多生在河滩、山谷、山脚湿润地带和向阳的石山坡，目前尚未由人工引种栽培。
垂枝桦为芬兰的国树。